# Chặng đua GP Monaco 2021
Chặng đua GP Monaco 2021 (tên chính thức Formula 1 Grand Prix de Monaco 2021) là chặng đua thứ năm của Giải đua xe Công thức 1 2021. Chặng đua diễn ra từ ngày 21 đến ngày 23 tháng 05 năm 2021 ở trường đua Monaco, Công quốc Monaco. Người chiến thắng là Max Verstappen của đội đua Red Bull Racing.

## Diễn biến chính
Ở cuộc đua phân hạng, tay đua nước chủ nhà Charles Leclerc sau khi lập thành tích tốt nhất để tạm thời vươn lên vị trí số 1 thì đã gặp tai nạn trước khi các tay đua khác hoàn thành vòng chạy cuối cùng. Cuộc đua do đó phải kết thúc sớm và vị trí xuất phát đầu tiên (pole) được tính cho Leclerc.
Tuy nhiên do đội đua Ferrari không kịp khắc phục những hư hỏng của chiếc xe nên Leclerc không thể tham gia cuộc đua chính. Vì thế mà ô xuất phát đầu tiên bị bỏ trống.
Nhóm bốn tay đua xuất phát đầu tiên là Max Verstappen (từ vị trí thứ 2), Valtteri Bottas (từ P3), Carlos Sainz jr (từ P4) và Lando Norris (từ P5). Họ giữ nguyên vị trí của mình cho đến khi vào pit thay lốp. Đến lúc này thì chỉ có Bottas pit lỗi khiến anh phải bỏ cuộc. Kết quả cuối cùng Verstappen chiến thắng, Sainz về nhì, Norris về ba.
Ở phía sau, Lewis Hamilton mắc lỗi vào pit chậm nên bị rớt vài bậc, chỉ cán đích ở vị trí thứ 7.
Sau chặng đua, Verstappen vươn lên dẫn đầu BXH tổng với 105 điểm.

## Kết quả
| Stt                                                        | Số xe | Tay đua            | Đội đua                   | Lap | Thời gian       | Xuất phát | Điểm số |
| ---------------------------------------------------------- | ----- | ------------------ | ------------------------- | --- | --------------- | --------- | ------- |
| 1                                                          | 33    | Max Verstappen     | Red Bull Racing-Honda     | 78  | 1:38:56.820     | 2         | 25      |
| 2                                                          | 55    | Carlos Sainz Jr.   | Ferrari                   | 78  | +8.968          | 4         | 18      |
| 3                                                          | 4     | Lando Norris       | McLaren-Mercedes          | 78  | +19.427         | 5         | 15      |
| 4                                                          | 11    | Sergio Pérez       | Red Bull Racing-Honda     | 78  | +20.490         | 9         | 12      |
| 5                                                          | 5     | Sebastian Vettel   | Aston Martin-Mercedes     | 78  | +52.591         | 8         | 10      |
| 6                                                          | 10    | Pierre Gasly       | AlphaTauri-Honda          | 78  | +53.896         | 6         | 8       |
| 7                                                          | 44    | Lewis Hamilton     | Mercedes                  | 78  | +1:08.231       | 7         | 7       |
| 8                                                          | 18    | Lance Stroll       | Aston Martin-Mercedes     | 77  | +1 lap          | 13        | 4       |
| 9                                                          | 31    | Esteban Ocon       | Alpine-Renault            | 77  | +1 lap          | 11        | 2       |
| 10                                                         | 99    | Antonio Giovinazzi | Alfa Romeo Racing-Ferrari | 77  | +1 lap          | 10        | 1       |
| 11                                                         | 7     | Kimi Räikkönen     | Alfa Romeo Racing-Ferrari | 77  | +1 lap          | 14        |         |
| 12                                                         | 3     | Daniel Ricciardo   | McLaren-Mercedes          | 77  | +1 lap          | 12        |         |
| 13                                                         | 14    | Fernando Alonso    | Alpine-Renault            | 77  | +1 lap          | 17        |         |
| 14                                                         | 63    | George Russell     | Williams-Mercedes         | 77  | +1 lap          | 15        |         |
| 15                                                         | 6     | Nicholas Latifi    | Williams-Mercedes         | 77  | +1 lap          | 18        |         |
| 16                                                         | 22    | Yuki Tsunoda       | AlphaTauri-Honda          | 77  | +1 lap          | 16        |         |
| 17                                                         | 9     | Nikita Mazepin     | Haas-Ferrari              | 75  | +3 laps         | 19        |         |
| 18                                                         | 47    | Mick Schumacher    | Haas-Ferrari              | 75  | +3 laps         | 20        |         |
| Ret                                                        | 77    | Valtteri Bottas    | Mercedes                  | 29  | Bánh xe         | 3         |         |
| DNS                                                        | 16    | Charles Leclerc    | Ferrari                   | 0   | Không đua chính | —         |         |
| Fastest lap: Lewis Hamilton (Mercedes) – 1:12.909 (lap 69) |       |                    |                           |     |                 |           |         |

Nguồn: Trang chủ Formula1

## Bảng xếp hạng sau chặng đua
(Chỉ liệt kê top 5 tay đua, đội đua)
|        | Stt | Tay đua         | Điểm |
| ------ | --- | --------------- | ---- |
| 1      | 1   | Max Verstappen  | 105  |
| 1      | 2   | Lewis Hamilton  | 101  |
| 1      | 3   | Lando Norris    | 56   |
| 1      | 4   | Valtteri Bottas | 47   |
| 1      | 5   | Sergio Pérez    | 44   |
| Nguồn: |     |                 |      |

|        | Stt | Đội đua               | Điểm |
| ------ | --- | --------------------- | ---- |
| 1      | 1   | Red Bull Racing-Honda | 149  |
| 1      | 2   | Mercedes              | 148  |
|        | 3   | McLaren-Mercedes      | 80   |
|        | 4   | Ferrari               | 78   |
| 2      | 5   | Aston Martin-Mercedes | 19   |
| Nguồn: |     |                       |      |